# Arctoconopa forcipata kostjukovi
Arctoconopa forcipata kostjukovi is een ondersoort van de tweevleugelige Arctoconopa forcipata uit de familie steltmuggen (Limoniidae). De soort komt voor in het Palearctisch gebied.